# Одино, Джанфранко
Джанфранко Одино (итал. Gianfranco Odino, 24 июня 1957, Триест, Италия) — итальянский и канадский хоккеист, защитник, тренер.

## Биография
Джанфранко (Франк) Одино родился 24 июня 1957 года в итальянском городе Триест.
Учился в колледже Джордж Браун и институте Нельсона Бойлена в Торонто.
Играл в хоккей с шайбой на позиции защитника. Выступал в чемпионате Италии за «Варезе» (1986—1987, 1997—1998), «Милано Сайма» (1990—1991), «Фиемме Кавалезе» (1991—1992), во втором дивизионе чемпионата Италии за «Комо» (1987—1988, 1989—1990). В 1991 году в составе «Милано Сайма» стал чемпионом Италии, проведя в течение сезона 23 матча и сделав одну результативную передачу.
В 2002—2003 годах был главным тренером «Варезе», в 2006—2007 годах — играющим главным тренером «Варезе Киллер Биз» и «Айсспорт Варезе», выступавших в итальянском третьем дивизионе. Покинул пост в ноябре 2007 года, уступив его Алешу Томашеку.
В сезонах-2008/2009 и 2010/2011 вновь был игроком «Айсспорт Варезе», игравшего в швейцарском четвёртом и третьем дивизионах. В последнем сезоне 53-летний Одино в 5 матчах набрал 5 (1+4) очков.